# Грб Кувајта
Грб Кувајта је званични хералдички симбол Државе Кувајт. Грб има амблемни облик и усвојен је 1962. године.

## Изглед
Грб се састоји од штита у бојама заставе Кувајта, а изнад штита је соко са златно-белим крилима која уоквирују унутрашњост амблема.
Изнад орла је приказ мора са арапским бродом „дау“ који на крми има заставу Кувајта. У позадини је бели облак а изнад њега је пуно име државе (на арапском).

## Значење
- Дау је симбол поморске традиције ове земље.
- Соко је симбол Бану Корејш линије којој припада и пророк Мухамед, а који је такође на многим грбовима арапских земаља.